# Bubblare
Bubblare är en videocommunity som startades i juli 2006 av företaget Netclips AB. Webbsidan var inspirerad av videodelningssajten Youtube men Bubblare var på svenska, vilket Youtube inte var år 2006. Bubblare fanns även i Danmark, Norge och Finland, men dessa webbplatser lades ned i mars 2011.
I februari 2007 köptes 48,1 procent av aktierna i Bubblares ägare, Netclips AB, av Eniro för 9,2 miljoner kronor. Netclips heter numera Streamcube AB.